# Дон Саймон
Дон Саймон (англ. Don Symon, 20 травня 1960) — новозеландський академічний веслувальник.
Бронзовий призер Олімпійських Ігор 1984 року в складі розпашної четвірки зі стерновим.
Срібний призер Ігор Співдружності 1986 року в складі розпашної четвірки без стернового, бронзовий призер 1986 року в складі вісімки.